# Leopold Stokowski
Leopold Anthony Stokowski (født 18. april 1882 i London, England, død 13. september 1977 i Hampshire, England) var en engelsk dirigent, komponist og arrangør med polske og irske aner.
Stokowski hører til det 20. århundredes største dirigenter. Han dirigerede i en udadvendt stil, hvor emotion og udtryk var vægtet højt.
Han var især skattet som fortolker af engelsk, russisk, amerikansk og fransk musik.
Stokowski omskrev og arrangerede værker som Johann Sebastian Bachs Toccata og Fuga i D-mol for orkester og mange lignende værker, som vakte opmærksomhed.
Han indspillede også musik til Walt Disneys tegnefilm Fantasia.
Stokowski var chefdirigent for forskellige symfoniorkestre gennem tiden som Symphony of the Air, New York Philharmonic, NBC Symphony Orchestra, Hollywood Bowl Symphony, London Symphony Orchestra og The American Symphony Orchestra,
men det er nok med The Philadelphia Orchestra han huskes bedst.
Han har lavet talrige indspilninger af værker af komponisterne Ralph Vaughan Williams, Peter Tjajkovskij, Johann Sebastian Bach, Charles Ives, Gustav Mahler, Arnold Schönberg, Nikolaj Rimskij-Korsakov, Dmitrij Sjostakovitj, Edward Elgar, Ludwig van Beethoven, Claude Debussy, Maurice Ravel, Andrzej Panufnik, Olivier Messiaen, Henry Purcell, Jean Sibelius, Carl Nielsen, Johannes Brahms, Franz Schubert, Gustav Holst, Antonin Dvorak etc.; nogle er uropførelser.